# Canal do Linguado

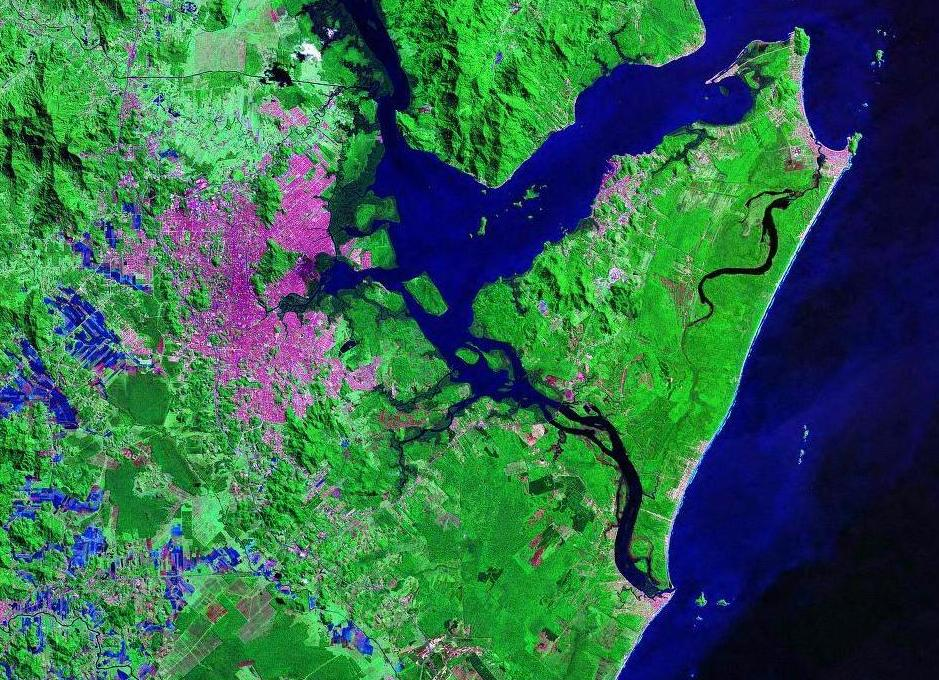
Foto de satélite onde aparece a ilha de São Francisco do Sul, a baía da Babitonga com suas ilhas e as cidades de Joinville e São Francisco do Sul. Na parte de baixo da foto, o Canal do Linguado. Clique na foto para ampliar.

O Canal do Linguado é um canal brasileiro do estado de Santa Catarina e faz parte da Baía da Babitonga, sendo ligação entre ela e o Oceano Atlântico, separando a ilha de São Francisco do Sul do continente, formando uma laguna que se liga ao mar na barra sul da referida baía.
Tem uma extensão de aproximadamente 23 km. Sua largura média é de 2 Km e se torna mais estreito na direção da barra sul, sendo e mais largo na direção da Babitonga. Existem alguns rios que desembocam nas águas do canal, como os rios Parati e Paranaguá-Mirim, em Araquari e rios Pinheiros e Miranda de menor expressão.
O canal, no trecho lagunar sul, além de estreito, possui vinte e duas ilhotas, sem contar a do Linguado (às vezes denominada João Dias), que é a maior em todo o braço de mar, com quatro quilômetros de comprimento. Exemplos são a ilha do Monteiro e a ilha do Lino, que ficam praticamente unidas à ilha de São Francisco, e a ilha da Passagem, que está quase agregada às suas margens continentais.
O canal foi fechado por um aterro para permitir a passagem da estrada de ferro, no ano de 1935. Isso resultou numa série de problemas ecológicos para a Baía da Babitonga e para a laguna da Barra do Sul pela interrupção do fluxo das correntes de maré que tinham grande influência na dinâmica estuarina.  Observou-se a partir de então a diminuição das profundidades da baía, assoreamento e queda no rendimento das atividades pesqueiras. Hoje se discute a reabertura do canal para voltar a permitir o fluxo normal das correntes de maré.
.